# Libero Barulli
Libero Barulli (* 30. September 1947 in San Marino) ist ein ehemaliger Politiker des Partito Socialista Democratico Independente Sammarinese (PSDIS) und zuletzt des Partito Socialista Unitario (PSU) aus San Marino, der unter anderem von 1982 bis 1983 Capitano Reggente war.

## Leben
Libero Barulli wurde er am 8. September 1974 für die Unabhängige Demokratische Sozialistische Partei PSDIS (Partito Socialista Democratico Independente Sammarinese) erstmals Mitglied des Großen und Allgemeinen Rates (Consiglio Grande e Generale) und gehörte dieser in der 19., 20. und 21. Legislaturperiode bis zum 29. Mai 1988 an, wobei er seit dem 28. Mai 1978 die Vereinigte Sozialistische Partei PSU (Partito Socialista Unitario) vertrat. Im 19. Kabinett bekleidete er zwischen dem 17. Juli 1978 und seiner Ablösung durch Giancarlo Berardi am 16. Mai 1981 das Amt des Ministers für Tourismus, Sport und Veranstaltungen (Deputato per il Turismo, lo Sport e lo Spettacolo).
Barulli war zudem gemeinsam mit Maurizio Gobbi vom 1. Oktober 1982 bis zum 1. April 1983 Capitano Reggente und damit einer der beiden kollegial amtierenden gleichberechtigten Staatsoberhäupter von San Marino.

## Hintergrundliteratur
- Domenico Gasperoni: I Governi di San Marino. Storia e personaggi, AIEP Editore, Serravalle 2015, ISBN 978-88-6086-118-4